# Microsoft Learn
Microsoft Learn je webový portál a elektronická knihovna technické dokumentace a školení pro koncové uživatele, vývojáře a IT profesionály, kteří pracují s produkty společnosti Microsoft. Microsoft Learn byl veřejnosti představen v září 2018.  V roce 2022 byla původní knihovna technické dokumentace, která se jmenovala Microsoft Docs, a která v roce 2016 nahradila MSDN a Microsoft TechNet, přesunuta do elektronické knihovny Microsoft Learn.

## Obsah webového portálu
Informace na webu jsou rozděleny do sedmi tematických oblastí:

### Dokumentace
Původně existoval samostatný web s názvem Microsoft Docs. Nyní tato oblast dokumentace obsahuje knihovnu technických instrukcí a specifikací pro produkty společnosti Microsoft. Je rozdělena do více než 60 skupin na základě produktu nebo technologie, jako jsou například .NET, Microsoft SQL Server, Microsoft Visual Studio a produkty Microsoft Windows.

### Školení
Tato oblast obsahuje online školicí moduly a kurzy uspořádané do tří oblastí: školící instrukce, kariérní instrukce a studentské centrum. 

### Certifikace (Credentials)
Tato část poskytuje informace a zdroje pro získání certifikací a aplikovaných dovedností společnosti Microsoft. Mezi dostupné certifikace patří: Microsoft Certified Educator a Microsoft 365 Certified Administrator Expert.

### Otázky a odpovědi
Zde je možné klást otázky a získávat odpovědi týkající se produktů a technologií společnosti Microsoft.

### Hodnocení
Tato oblast nabízí bezplatná samoobslužná online hodnocení obchodních strategií a úloh při správě implementace cloudové služby Microsoft Azure.

### Ukázky kódu
Původně to byla samostatná webová služba nazvaná MSDN Gallery. Nyní obsahuje ukázky kódu a projektů vytvořených komunitou. Články obsahují ukázky kódu a jsou uspořádány podle konkrétního  produktu nebo programovacího jazyka.

### Pořady
Jedná se o úložiště videoprogramů, které prezentují a popisují různá témata týkající se produktů a technologií společnosti Microsoft.